# الحبيل (جبلة)

تعديل مصدري - تعديل

الحبيل محلة تابعة لقرية العتمى، التابعة لعزلة الثوابي بمديرية جبلة إحدى مديريات محافظة إب في الجمهورية اليمنية، بلغ تعداد سكانها 107 حسب تعداد اليمن لعام 2004.